# Chłopcy kontra Basia
Chłopcy kontra Basia – polski zespół muzyczny grający muzykę folkową i jazzową założony w 2009 roku przez Marcina Nenko i Barbarę Derlak.

## Skład
- Barbara Derlak – śpiew, klarnet, drumla, harfa
- Marcin Nenko – kontrabas
- Tomasz Waldowski – perkusja, futujara, gitara;

Chłopcy kontra Basia – trasa koncertowa O (od 09.2015):
- Barbara Derlak – śpiew, harfa, drumla
- Marcin Nenko – kontrabas, ukulele, instrumenty klawiszowe
- Łukasz Korybalski – trąbka, gazofon, instrumenty klawiszowe,
- Mateusz Modrzejewski – perkusja, cajon;

Chłopcy kontra Basia, Morfina (Teatr Śląski, Katowice):
- Barbara Derlak – śpiew, klarnet, basklarnet, ukulele
- Marcin Nenko – kontrabas, ukulele
- Tomasz Waldowski/Michał Heller – perkusja;

Chłopcy kontra Basia, Portret Damy (Teatr Wybrzeże, Gdańsk):
- Barbara Derlak – śpiew, harfa
- Agnieszka Derlak – fortepian, flet, śpiew
- Marcin Nenko – kontrabas

## Dyskografia

### Albumy
- Oj tak! (18 października 2013), wyd. Art2/Agora[2]
- O (11 września 2015), wyd. Art2/Agora[3]
- Mrówka Zombie (2020), wyd. Mystic Production

### EP
- Chłopcy kontra Basia (2011)

## Spektakle
- Portret Damy, Henry James,  reż. E. Marciniak, Teatr Wybrzeże, Gdańsk[4]

- Morfina, Szczepan Twardoch, reż. E. Marciniak, Teatr Śląski im. St. Wyspiańskiego, Katowice[5]
- Dożywocie, Aleksander Fredro,  reż. E. Marciniak, Instytut Teatralny, Warszawa[6]
- W 80 dni dookoła świata. Tam i z powrotem, Robert Górski wg Juliusza Verne’a, reż. R. Talarczyk, Teatr Śląski im. St. Wyspiańskiego, Katowice[7]

## Nagrody i wyróżnienia
- nagroda w Konkursie na Wystawienie Polskiej Sztuki Współczesnej za najlepszą muzykę, do spektaklu „Morfina” w reż. Eweliny Marciniak, Teatr Śląski, Katowice (2015)[8]
- nagroda na 3. Festiwalu Debiutantów „Pierwszy Kontakt” w Toruniu za debiut teatralny w przedstawieniu „Morfina” (2015)
- nagroda dla zespołu aktorskiego (i muzycznego) na 55. Kaliskich Spotkaniach Teatralnych (2015)
- nagroda dla Najlepszej Płyty Folkowej 2013 – „Wirtualne Gęśle” dla „Oj tak!” (2014)
- nominacja do Fryderyka 2013 w kategorii „Debiut Roku” (2014)
- Zwycięstwo w plebiscycie na najlepszy utwór w nurcie world music „Battle of Bands”, World Music Network (2012)[9]
- I nagroda Sceny Otwartej Mikołajków Folkowych w Lublinie (2011)
- Laureaci Honorowi FAMy w kategorii: muzyka (2010)
- II miejsce na Ogólnopolskim Przeglądzie Piosenki Poetyckiej w Oleśnie (2010)[10]
- II miejsce w konkursie na XIII Folkowym Festiwalu Polskiego Radia „Nowa Tradycja” (2010)